# OTO Melara Mod 56
OTO Melara Mod 56（英語：OTO Melara Model 56 pack howitzer）是一種口徑105公釐山砲（英語：Pack howitzer），由義大利武器製造商奧托梅萊拉設計生產。它的彈藥使用美軍M1系列標準彈藥（The standard US type M1 ammunition）。

## 歷史
OTO Melara Mod 56 山砲於1950年代開始投入使用，以滿足義大利陸軍山地步兵阿爾皮尼步兵團所屬砲兵單位對現代輕型山砲的需求。它在推出後半個世紀裡一直在這部隊服役，這證明該山砲的性能符合需求。 Mod 56 擁有同口徑武器的許多獨特特徵；包括由於其重量輕能夠以人力操作搬運該砲，以及用於直接射擊的能力。作為一種曲射、直射兼具的山砲，它被設計為可分解為12個部件，每個部件都可以輕鬆運輸。
儘管最初的設計是使用特殊的鞍包來進行騾馬畜力運輸，但它的「分解」能力使得這些部件可以透過多種方式運輸。更常見的是由吉普車或皮卡等輕型車輛牽引。取下砲盾後，它可以裝在 M113裝甲運兵車內。它對20世紀60年代歐美軍隊的特別吸引力在於它的重量輕，這意味著它可以通過直升機吊運，這使得該砲在許多國家於山地作戰部隊和空降部隊中很受歡迎。 
直至1975年，該砲是北大西洋公約組織歐洲盟軍司令部（Allied Command Europe，ACE）的歐洲機動部隊（AMF）的標準裝備，在加拿大、比利時、德國、義大利和英國服役。
Mod 56 被打造為一款以易於組裝而聞名的火砲，可在幾分鐘內拆卸成12個部件，在相同時間內結合組裝。該砲雖然重量輕，但有一個缺點，就是缺乏持續作戰所需的堅固性。在參與越南戰爭的澳洲和紐西蘭軍隊砲兵發現該砲不適合連續作戰。大約兩年後被堅固耐用的美製M101榴彈砲所取代。
在大英國協軍隊服役時，該砲軍用編號為「L5 山砲」，然而它的射程不足和彈藥的殺傷力不強，導致在福克蘭戰爭期間面對阿根廷軍隊不能提供射程優勢和火力壓制。在那次衝突期間，遭受敵軍105公釐火砲攻擊仍佔英國陸戰傷亡總數的相當大比例。導致英國開始開發其替代品即後來的L118 105公釐榴彈砲。
中國北方工業集團公司（英語：China North Industries Group Corporation Limited，簡稱：NORINCO）曾引進該砲仿製，並生產該砲所需美規彈藥。
總體而言，Mod 56 已在全球30多個國家服役，其中主要使用國的部分清單如下。

## 使用國家

### 現役中
（截至2018年止）
- 阿根廷 - 64門(陸軍）、13門(海軍陸戰隊)[7] [8]
- 孟加拉 - 170門[9]
- 波札那 - 6門[10]
- 巴西 - 63門[11]
- 智利 - 104門[12]
- 厄瓜多 - 24門[13]
- 迦納[來源請求]
- 希臘[14] - 18門[15]
- 印度 - 50門[16]
- 義大利- 18門[17]
- 肯亞 - 7門[18]
- 馬來西亞 - 110門[19][20]
- 尼泊爾 - 14門[21]
- 奈及利亞 - 50門[22]

-  博科聖地；與奈及利亞交戰繳獲至少一門

- 巴基斯坦 - 213門[24]
- 秘魯 - 24門 [25]
- 菲律賓 - 100門(陸軍)、20門(海軍陸戰隊)[26]
- 聖馬利諾 - 2門[27]
- 西班牙[14] - 161門(陸軍)、24門 (海軍陸戰隊)[28] [29]
- 蘇丹[來源請求]
- 泰國 - 12門[30]
- 烏克蘭 - 6門，來自西班牙援贈 [31][32]
- 委內瑞拉 - 40門 (陸軍)、18門 (海軍陸戰隊)[33] [34]
- 尚比亞 - 18門[35]

### 曾使用國家
截至2003年初，Model 56 山砲被列入庫存武器、除役或曾使用國家情況如下：
- 澳大利亞[36]
- 奧地利[37]
- 比利時 - 2門[38]
- 比亞法拉共和國 -與奈及利亞交戰繳獲[39]
- 布吉納法索 -2門[38]
- 加拿大 - 22門[38][14]
- 中華人民共和國 - 2門[38]
- 賽普勒斯 - 54門[38]
- 吉布地 - 1門 [38]
- 衣索比亞 - 2門[38]
- 法國] - 28門[38]
- 德國 - 19門 [38][40]
- 印尼 - 10門 [38]
- 伊拉克 - 118門[38][41]
- 伊朗 - 12門[38]
- 科威特 - 6門[38]
- 摩洛哥 - 16門 [38]
- 紐西蘭 - 8門[38]
- 葡萄牙 - 24門[42]
- 沙烏地阿拉伯 - 24門[38]
- 索馬利亞 - 89門[38]
- 阿拉伯聯合大公國 - 18門[38]
- 英國 - 52門[38]
- 葉門 - 4門[38]
- 南斯拉夫， 1992年解體後由新成立國家接收。
  -  波士尼亞 -3門 [38]
  -  克羅埃西亞 - 2門[38]
  -  北馬其頓共和國 - 2門[38]
  -  塞爾維亞與蒙特內哥羅 - 17門[38]
- 辛巴威 - 9門 [38]

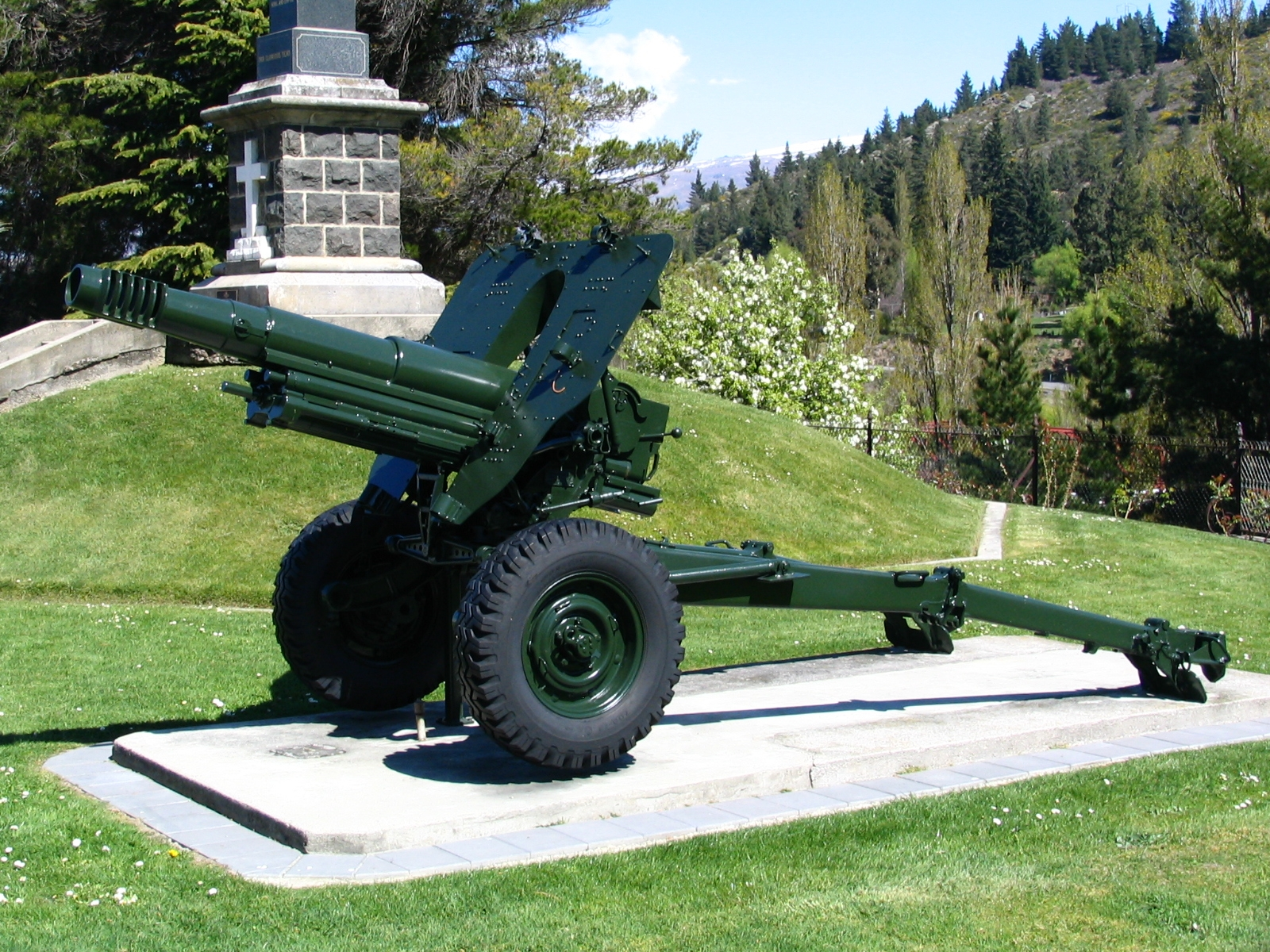
紐西蘭除役陳列的OTO Melara Mod 56山砲 （L5 pack howitzer）
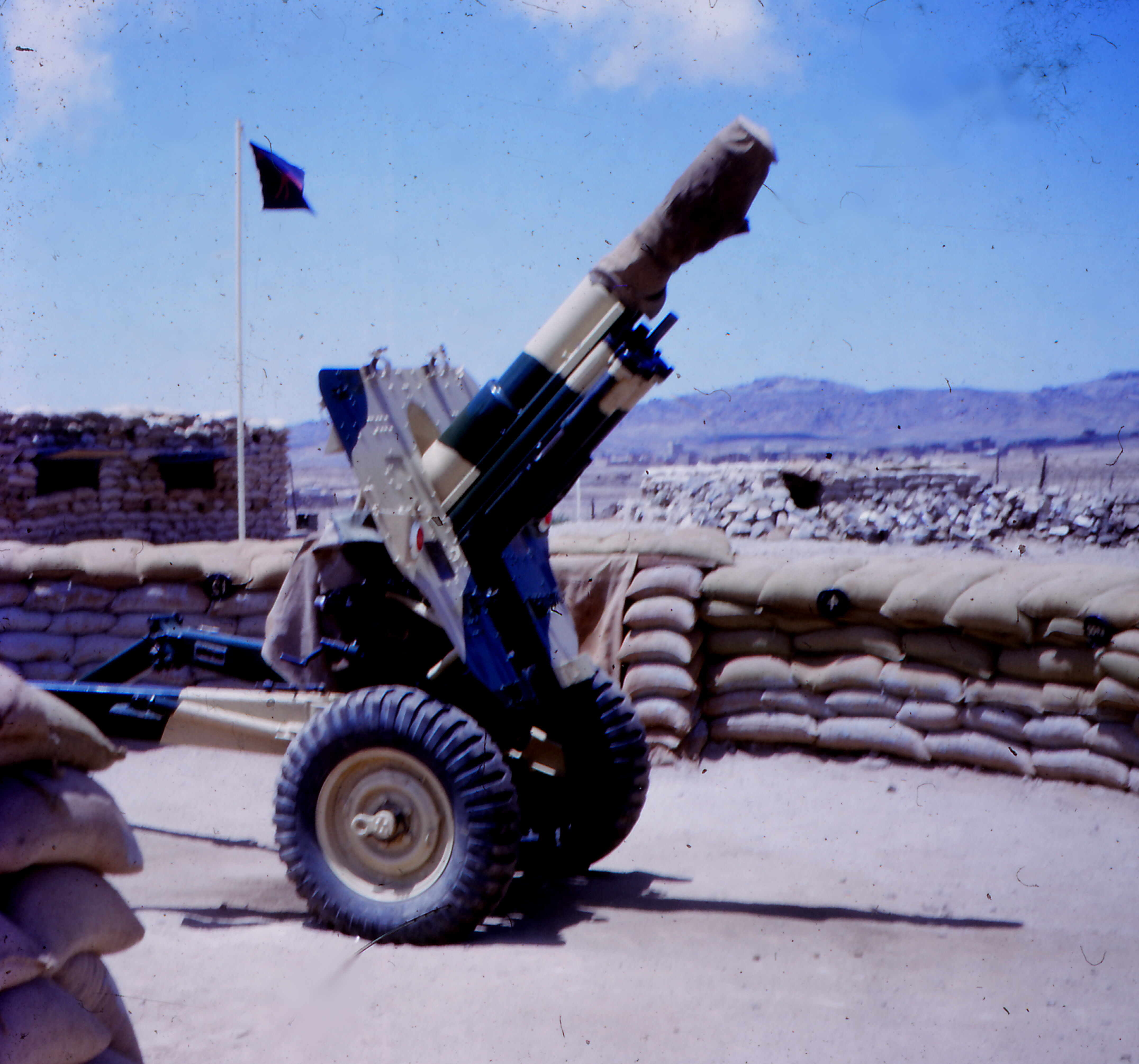
OTO Melara Mod 56山砲充當禮炮發射空包彈
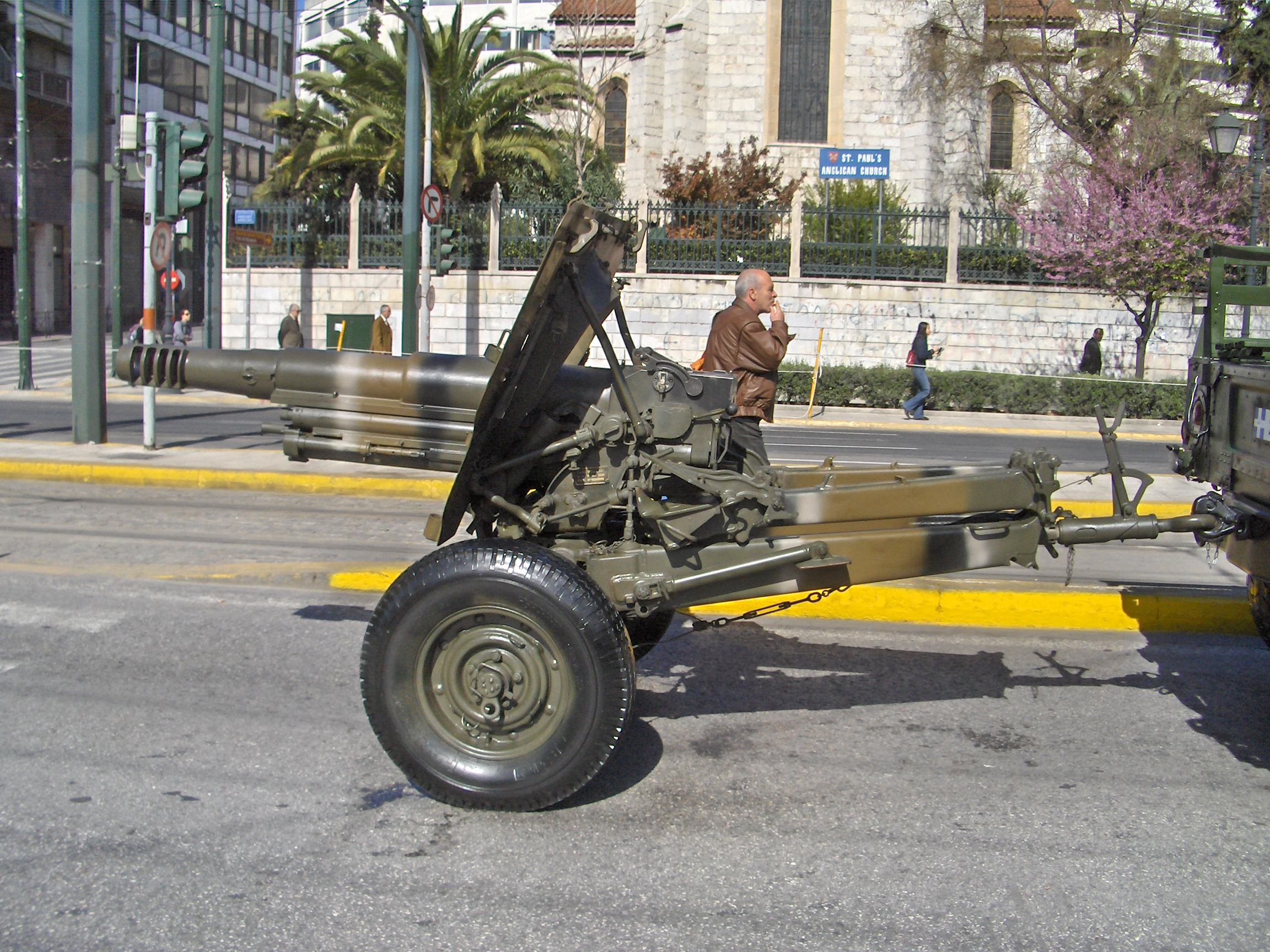
機動拖曳中OTO Melara Mod 56山砲
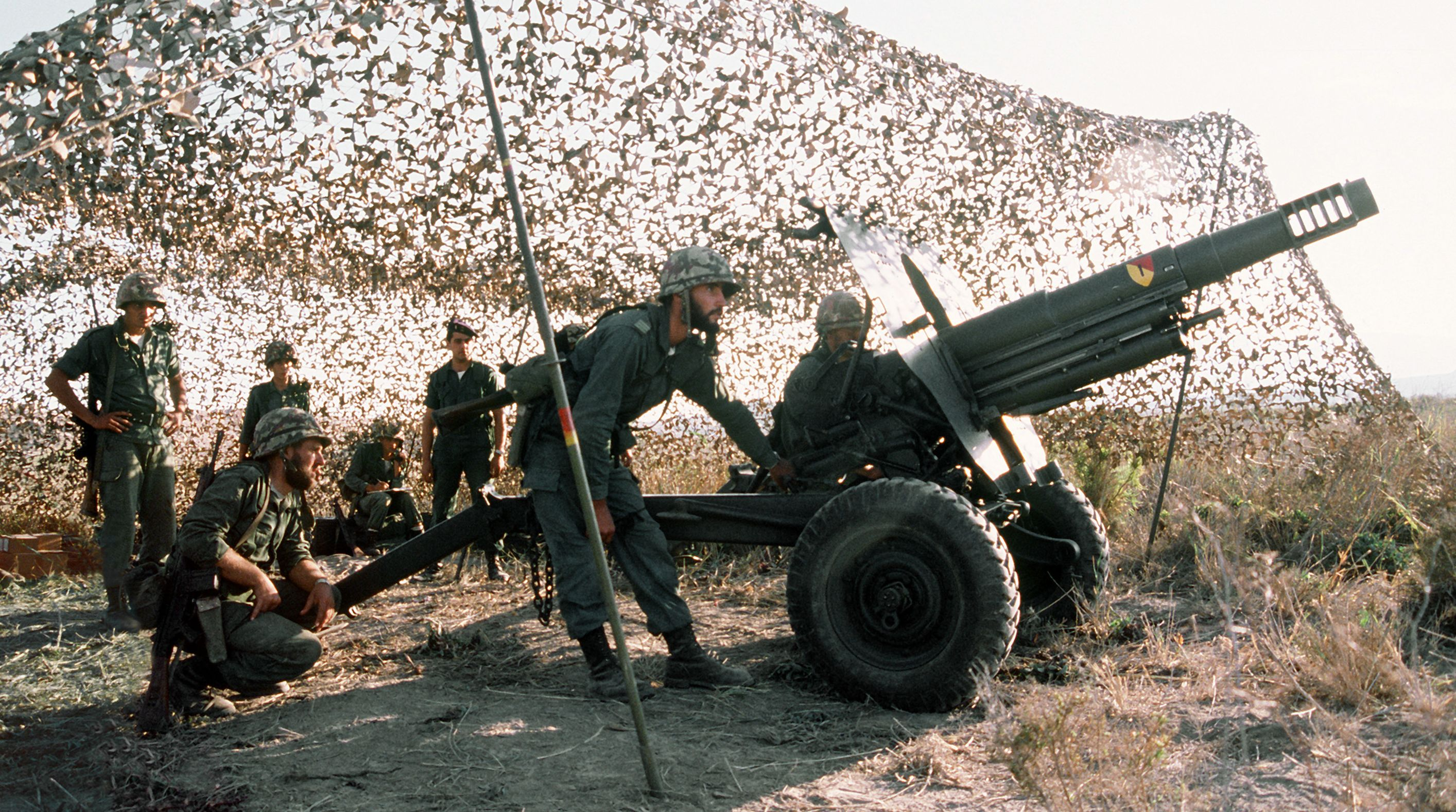
偽裝網下的OTO Melara Mod 56山砲
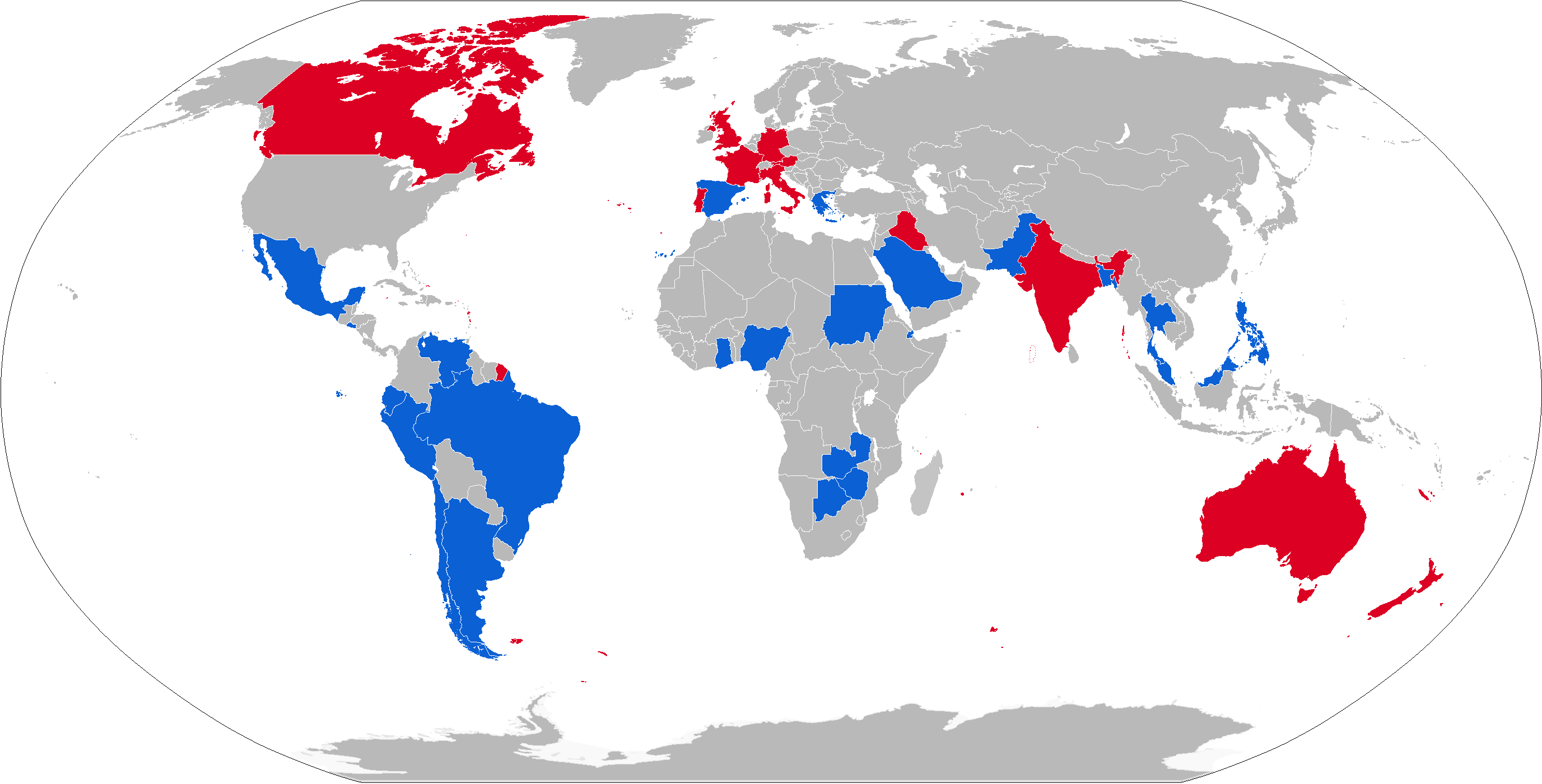
Operators of the Mod 56 (藍色是現役中; 紅色是曾使用、已除役)

## 外部連結
- （英文）—105/14 Model 56 105 mm Pack Howitzer -Archived 5/2004
- （英文）—Nexter - Catalogue Ammunition （页面存档备份，存于）
- （英文）—105mm Howitzer Ammunition （页面存档备份，存于）
- （英文）—單人徒手將拖曳狀態下的山砲完成架設進入待射狀態 （页面存档备份，存于）
- （英文）—OTO Melara Model 56從機動到射擊 （页面存档备份，存于）
- （英文）—OTO Melara Model 56從12個組件組裝結合過程 （页面存档备份，存于）